# 一意識論
一意識論，大乘佛教所使用的術語，它是一心論的一個分支，認為五識背後唯有一意識體，五識只是一意識體的不同功用展現。此派的論書沒有留傳下來，也無法確定此派別的源流，現在只能根據唯識派的論書來了解其思想。

## 概論
無著《攝大乘論》中，提到一意識師的學說，在北魏時代翻譯《攝大乘論》中，直接論述了有關理論，在後世三位譯師翻譯的版本中，稱此理論為一意識師所說，未提及其所屬的部派。印順法師認為一意識師是一個獨立宗派，其主張認為五識沒有獨立自體，而是意識依根而起時，假名為五識，實則為一意識。
瑜伽師曾提出五識不同於意識可自類相續，它們從意識無間而生，瑜伽行派有人持類似見解。《成實論》中，一心論者曾提出「五門一猴」的譬喻，漢傳文獻中還記載有主張「一猴六窗俱現」或「一猴遊逸六窗」，與一意識師主張相近，但無法確認出更確切的關係。
印順法師認為，《攝大乘論》中引述的一意識師可能源起於《阿毘達磨大乘經》。在《攝大乘論》中，記錄一意識論者曾引用《法句經》與《阿含經》來證明其學說，其學說與一心相續論者相近，同為一心論者。但根據世親《攝大乘論釋》稱這是一類菩薩所說，此派已經是屬於大乘流派，其思想經無著《攝大乘論》引入唯識學派。
在世親《攝大乘論釋》漢傳譯本中，達磨笈多和玄奘譯本中記載了離意識外別有阿賴耶識，真諦譯本中則將阿賴耶識攝於意識中。印順法師主張，受一意識論者影響，唯識學派中有將阿賴耶識攝入意識中的一心論流派，此派由真諦傳入中國；此外又有以多心論、八識差別論形成的流派，以護法及玄奘一系為代表。

## 其他教派的看法
反對一意識論的教派把認為凡人的肉軀中有一能夠通過六根來攀緣外境的心魂的教派斥為一識外道。
在漢傳佛教教典《大日經》中，認為有一能夠控制身軀和作出行為且含藏萬象的阿賴耶的教派被斥為阿賴耶外道，其思想與大乘佛教關於阿賴耶識的教義不同，大乘佛教認為阿賴耶識只是儲集諸法的種子並生起諸法的一切種子識。

## 現代研究
世親《大乘成業論》記錄赤銅鍱部提出有分識，六識身即是有分識。印順法師等人認為，有分識學說是在一意識論、一心論的基礎上發展出來的。《大乘起信論》立心、意、意識三分，其中的意又分為：業識、轉識、現識、智識、相續識，這與《瑜伽師地論·本地分》的五心說
可能有對應關係，並與《解脫道論》的九心輪等可能也有著類似含義；印順法師認為，《大乘起信論》學說的意趣與一意識論相同，一意識論透過真諦傳入中國，啟發了《大乘起信論》作者。